# Elizabeth Mallet
Elizabeth Mallet ( fl. 1672–1706) fue una editora y librera inglesa que publicó el primer diario de Gran Bretaña, The Daily Courant . 

## Biografía
En 1672, Mallet se casó con David Mallet. Durante las décadas de 1670 y 1680, ella y David dominaron el comercio de discursos impresos pronunciados por prisioneros condenados antes de la ejecución en Tyburn ( "últimos discursos de agonía" ), publicándolos en Blackhorse Alley en Fleet Street . Después de la muerte de David en 1683, ella puso de aprendiz a su hijo David en el comercio de impresión y venta de libros, y dirigió dos imprentas. Sin embargo, su hijo fracasó en esta empresa.
En diez años, Mallet volvió a estar a cargo del negocio familiar, editando publicaciones de noticias en serie como The New State of Europe (lanzada el 20 de septiembre de 1701) y tratados sensacionalistas. 
Mallet lanzó el Daily Courant el 11 de marzo de 1702. Era una sola hoja de noticias que contenía resúmenes de periódicos extranjeros. Evitaba las noticias de Londres porque publicarlas corría el riesgo de sufrir represalias por parte del gobierno y se habría contradicho más fácilmente. Escribiendo bajo un nombre masculino, Mallet afirmó solo proporcionar los hechos y dejar que el lector tomara sus propias decisiones, diciendo: "Tampoco [el autor] se encargará de dar sus propios comentarios o conjeturas, sino que lo hará relacionar sólo la Cuestión de Hecho; suponiendo que otras Personas tengan suficiente Sentido para hacer Reflexiones por sí mismas.” 
Algunos comentaristas consideran que Mallet podría ser la primera persona que editora de un diario en Gran Bretaña, aunque el título del trabajo aún no se había inventado. Mallet también puede haber sido importante para cambiar toda nuestra idea del tiempo, contribuyendo a la sensación de velocidad en la vida moderna. Historiadores como Charles Sommerville, Mark Turner y Joel Wiener argumentan que las noticias frecuentes cambiaron las ideas del tiempo, alejándolas de la planificación divina a un futuro vacío e incognoscible.